# Licença dual
Licença Dual é um tipo de licença de software baseada em dois conjuntos diferentes de termos e condições. Pode significar duas licenças diferentes ou dois conjuntos diferentes de licença. Nos casos em que o software é oferecido sob mais de duas licenças, o termo multi-licenciamento pode ser mais adequado. As motivações para o uso da licença dual são normalmente a necessidade de permitir a compatibilidade de licenças e também a criação de modelos de negócio baseados na segregação de mercado.

## Modelos de negócio
As licenças duais são comumente utilizadas para dar suporte financeiro a modelos de negócios de software livre. Nestes modelos, pode-se utilizar uma licença de software proprietária, que permite a criação de software proprietário sob ela, enquanto utiliza-se uma outra licença de software livre ou de código aberto, que determina a utilização da mesma licença em qualquer trabalho derivado. O detentor do copyright pode então, liberar gratuitamente a utilização da versão aberta do software, e lucrar com a venda para aqueles que fazem uso comercial do software. Este modelo pode ser comparado ao shareware.
Este modelo é utilizado pelos softwares MySQL, Firefox e pelo kit de desenvolvimento Qt, por exemplo.

## Compatibilidade de licenças
Em caso de softwares livres que utilizam licenças incompatíveis, um deles pode adotar uma licença dual que permita que o seu código seja utilizado pelo outro. Uma licença dual também permite que o usuário escolha qual licença considerar.
Como exemplo pode-se citar o Mozilla Firefox, que utiliza três licenças: Mozilla Public License (MPL), GNU General Public License (GPL) e GNU Lesser General Public License (LGPL) e o Perl, que é licenciado sob uma licença dual formada pela GPL e Licença Artística.

## Segregação de mercado
Os distribuidores de software proprietário também podem utilizar licenças duais. Em alguns casos o distribuidor quer dividir o mercado em múltiplas categorias. O detentor do copyright poderia definir preços diferentes para usuários domésticos, usuários profissionais e para usuários acadêmicos, por exemplo. Porém, no caso do software proprietário, é mais comum que as diferentes edições de um produto também contenham diferenças no próprio software e não apenas na licença.